# Josef Schmalz (Musiker)
Josef Schmalz (* 26. August 1932 in Glogowatz, Königreich Rumänien; † 4. Februar 2014 in München) war ein deutscher Musiker, Komponist, Arrangeur und Kapellmeister. Er war Angehöriger der deutschsprachigen Minderheit der Banater Schwaben. Von 1978 bis 1984 leitete Schmalz das Blasmusikorchester Original Donauschwaben.

## Leben und Wirken
Als Elfjähriger bekam Schmalz seinen ersten Flügelhornunterricht am  Adam-Müller-Gutenbrunn Gymnasium in Arad. Er hat einen Bruder, CMSgt. ret. John Schmalz. Bis 1970 spielte er in seinem Heimatort Flügelhorn und Trompete in der  dortigen Blaskapelle sowie im Streichorchester unter der Leitung von Anton Hollich. Während des Militärdienstes war Schmalz stellvertretender Leiter des Ensembles und der Blaskapelle (DSGM – Direcția Generală a Serviciului Muncii de pe lângă Consiliul de Miniștri al R.P.R). In München war er ab 1970 Mitglied der Original Donauschwaben, deren Leitung  er von 1978 bis 1984 innehatte. Bereits in den 70er Jahren feierte er große Erfolge mit eigenen Kompositionen.
Er hatte eine Tochter, Elfriede, die bereits im Alter von 40 Jahren verstarb.
Im Mai 2012 erschien die CD „Donauschwäbische Blasmusik der Extraklasse – Mein Banater Land“ mit 16 Titeln aus der Feder Josef Schmalz’. Seine Musik erinnert an die Landschaft, das Brauchtum und die Blasmusiktradition der Banater Schwaben. Gespielt werden die Stücke von den “Banater Studiomusikanten Karlsruhe” unter der Leitung von Anton Hollich.
Einige seiner Stücke sind:
- „Elfriede Polka“
- „Die schöne Kathrein“
- „Schwäbische Polka“
- „Verliebte Herzen“
- „Mein Banater Land“

Josef Schmalz ist Träger des Vereinsabzeichens in Gold vom Freundeskreis Donauschwäbische Blasmusik e.V. für sein Engagement als  Komponist, Arrangeur, Musiker und Kapellmeister der „Original Donauschwaben“.
Nach längerem Krebsleiden verstarb Josef Schmalz im Klinikum Dritter Orden.